# Die Seenotretter (Fernsehserie)
Die Seenotretter ist eine zehnteilige Fernsehdokumentationsreihe des Norddeutschen Rundfunks und von Radio Bremen.

## Inhalt
Über 16 Monate hinweg wurden Einsätze der Deutschen Gesellschaft zur Rettung Schiffbrüchiger (DGzRS) auf Nord- und Ostsee von Kamerateams begleitet. Die jeweils knapp halbstündigen Folgen wurden zuerst im NDR Fernsehen ausgestrahlt und ebenfalls in der ARD-Mediathek veröffentlicht.
Dokumentiert werden Einsätze wie Feuer auf Schiffen, Menschen über Bord, Kollisionen, medizinische Notfälle auf See oder manövrierunfähige Segler im Sturm, darunter der Untergang der Verity im Oktober 2023.
Gedreht wurde auf den DGzRS-Stationen Norderney, Cuxhaven, Deutsche Bucht/Helgoland, Travemünde und Warnemünde. Dabei kamen Videojournalisten, fest installierte Kameras und Bodycams zum Einsatz. Ebenso äußerten sich die Besatzungen in Interviews zu ihrer Arbeit. Begleitet wird beispielsweise der Seenotrettungskreuzer Hermann Marwede.
Die Serie hat durch die Nordmedia Film- und Mediengesellschaft Fördermittel erhalten.

## Episoden
| Episode | Beiträge |
| ------- | --- |
| 1       | Segelbootsuche • Der Untergang der Verity (Teil 1)                                                                  |
| 2       | Der Untergang der Verity (Fortsetzung)                                                                              |
| 3       | Windstärke 7: Überleben im Sturm • Suche nach einer Fünfjährigen • Manövrierunfähiges Segelboot                     |
| 4       | Brand auf Boot vor Warnemünde • Zwei Patienten an Bord eines Kreuzfahrtschiffs • Fischkutter mit Leine im Propeller |
| 5       | Havarie Segelyacht "Grautvornix" • Krankentransport eines Dialysepatienten • 23-Meter-Sportboot manövrierunfähig    |
| 6       | Bewusstlose Person auf einem Schiff • Segelboot auf Grund gelaufen                                                  |
| 7       | Brennender Tanker • gestrandetes Boot • Segelyacht mit Motorschaden (1)                                             |
| 8       | Das Geisterschiff von Norderney • der Neue (1) • Mastbruch (1) • Segelyacht mit Motorschaden (2)                    |
| 9       | Mastbruch (2) • gekippter Sportkatamaran kommt nicht mehr ins Lot • der Neue (2) • kleiner Skipper in Not           |
| 10      | Verschollen in der Nordsee • Segelyacht im Seegatt Schluchter aufgelaufen • Segelboot festgelaufen vor Darßer Ort   |

## Nachweise
1. ↑  imfernsehen GmbH & Co KG: Die Seenotretter. 14. Februar 2025, abgerufen am 13. Februar 2025.
2. ↑  Die Seenotretter Staffel 1 der Serie - jetzt streamen! Abgerufen am 13. Februar 2025.
3. ↑  Sven Buchenau: Neue ARD-Reportage-Reihe über die Seenotretter. 12. Februar 2025, abgerufen am 13. Februar 2025 (deutsch).
4. ↑  Die Seenotretter zur besten Sendezeit im TV. 12. Februar 2025, abgerufen am 13. Februar 2025.
5. ↑  "Die Seenotretter (1): Gesunkener Frachter: acht Mann über Bord" - nordmedia. 14. Februar 2025, abgerufen am 13. Februar 2025.